# ميلاد أبي رعد
ميلاد أبي رعد (-) مخرج لبناني

## مشواره المهني
بدأ بإخراج مسلسلات أفلام وثائقية وبرامج على شاشة المؤسسة اللبنانية للإرسال وإم بي سي
منها طالبين القرب ومن أحلى بيوت راس بيروت
أسس شركة إنتاج مع زوجته مي قامت بإنتاج العديد من الأعمال التلفزيونية ،إنتقل بعدها إلى  القاهرة ليخرج عدة أعمال وبرامج على قناة القاهرة والناس

## أعماله

### المسلسلات
- (2013):وأشرقت الشمس
- (2010):هروب
- (2010):نقطة حب
- (2008):الطائر المكسور
- (2008):بين بيروت ودبي
- (2001):فاميليا
- (2001):من أحلى بيوت راس بيروت
- (1997):طالبين القرب

### البرامج
- (2019-2021):شيخ الحارة3
- (2016-الان):العباقرة(مدارس/جامعات/اصحاب/تمريض/عائلات)
- (2013):مع إسلام بحيري
- (2012):زمن الإخوان

### الأفلام
- (2013):ليلة القبض على المرشد
- (2003):أحبيني

## جوائز
- مصر:جائزة أفضل مخرج لبناني لعام 2014، في مهرجان «القنوات الفضائية»

- مصر:جائزة أفضل مخرج لبناني لعام 2018، عن برنامجي «العباقرة»، و«شيخ الحارة» على قناة القاهرة والناس، في مهرجان «القنوات الفضائية»[2]
- لبنان: جائزة أفضل مخرج  في مهرجان بياف[3]